# Effet de pompe du Sahara
Pour les articles homonymes, voir Pompe (homonymie).
L'effet de pompe du Sahara est une expression analogique désignant l'alternance entre les périodes froides (âges glaciaires) et chaudes (interglaciaires) et les effets de cette alternance sur la végétation et, en chaîne, sur tout le vivant,. Cette théorie vise à expliquer les déplacements préhistoriques de la flore et de la faune entre l'Eurasie et l'Afrique à travers le Proche-Orient. Au gré des changements climatiques, les périodes de pluies abondantes (périodes pluviales), qui durent plusieurs milliers d'années en Afrique, créent un « Sahara vert » abritant de grands lacs et des rivières permanentes, ce qui facilite les échanges d'animaux et de plantes puis d'humains entre l'Afrique et l'Eurasie.
Les migrations le long des corridors fluviaux auraient cessé durant une phase désertique entre 1,8 et 0,8 Ma, lorsque le Nil connaît un cours irrégulier, voire cesse totalement de couler à l'occasion du soulèvement géologique qui crée le « dôme nubien »,,.

## Mécanisme
Le cycle de la précession des équinoxes à pour conséquence que durant les périodes climatiques humides, le Sahara (« Sahara vert ») et la péninsule arabique se transforment en savanes où la faune et la flore prospèrent. Le Sahara connaît ainsi plusieurs successions de périodes humides suivies de périodes arides.
La dernière période aride interpluviale, qui perdure jusqu'à nos jours, correspond à la dernière phase de l'effet de pompe du Sahara ; elle est associée à une régression vers le sud de la mousson d'Afrique de l'Ouest. À partir de ce moment, l'évaporation excède les précipitations, le niveau de l'eau dans le lac Tchad baisse fortement et les rivières deviennent des oueds.
La flore et la faune, jusque-là largement répandues dans le biome, se replient au nord dans le massif de l'Atlas, vers le sud dans ce qu'on appelle aujourd'hui l'Afrique de l'Ouest, vers l'est dans la vallée du Nil et, au-delà, traversant le Sinaï, vers l'Asie et enfin, vers le sud-est, sur les hauts-plateaux éthiopiens et au Kenya. Ces différents peuplements, sous des climats différents, conduisent, par le mécanisme d'adaptation, à une spéciation par distance ou spéciation allopatrique,.

## Plio-Pléistocène
Les migrations du Plio-Pléistocène en Afrique concernent les Caprinae, en deux vagues, il y a 3,2 et entre 2,7 et 2,5 Ma ; Nyctereutes (Nyctereutes terblanchei) il y a 2,5 Ma ; et Equus il y a 2,3 Ma. Hippotragus migre il y a 2,6 Ma de l'Afrique aux pentes de la chaîne des Siwaliks, dans l'Himalaya. Les bovidés asiatiques arrivent en Europe et en Afrique. Theropithecus régresse et on ne retrouve plus ses fossiles qu'en Europe et en Asie, tandis que Macaca colonise de larges aires de répartition.

## Pléistocène moyen et supérieur
Il y a entre 133 000 et 122 000 ans, pendant la période interglaciaire de l'Éémien, la partie méridionale du désert d'Arabie et du Sahara connaît le début du pluvial Abbassia, une période humide du fait de l'accroissement de la mousson dont les précipitations atteignent 100 à 200 mm/an, ce qui permet à la biota eurasienne d'arriver en Afrique et vice-versa. La croissance des spéléothèmes (qui nécessite de l'eau de pluie) est constatée dans les grottes d'Hol-Zakh, Ashalim, Even-Sid, Ma'ale-ha-Meyshar, Ktora Cracks et Nagev Tzavoa (régions du Sinaï et du Néguev). Dans celles de Qafzeh et Es Skhul, les précipitations atteignent à cette époque 600 à 1 000 mm/an. Les restes qu'on y a trouvés sont ceux d'Homo sapiens, mais il semble que celui-ci ait cédé la place aux Néandertaliens lors de la période plus fraiche et aride qui suit.
Les rivages de la Mer Rouge sont extrêmement arides avant 140 et après 115 000 ans. Des conditions légèrement plus humides apparaissent entre 90 et 87 000 ans, mais les précipitations restent dix fois inférieures à celles d'il y a 125 000 ans.
Dans le sud du désert du Néguev, les spéléothèmes ne connaissent aucune croissance entre 185 et 140 000 ans (SIO 6), entre 110 et 90 000 ans (SIO 5.4 – 5.2), non plus qu'après 85 000 ans et que durant la majeure partie de l'interstade SIO 5.1, ni pendant la période glaciaire (SIO 4 à 2) et l'Holocène. Cela suggère que le sud du Néguev est aride et parfois hyperaride à ces moments.
La voie côtière autour de la Méditerranée occidentale est peut-être ouverte à certains moments au cours de la dernière glaciation : les spéléothèmes croissent à Hol-Zakh et Nagev Tsavoa. La comparaison des spéléothèmes avec les horizons calciques montrent que les périodes humides ne durent que quelques dizaines ou centaines d'années.
De 60 à 30 000 ans, ce sont des conditions extrêmement sèches qui prévalent dans de nombreuses régions d'Afrique.

## Tardiglaciaire
Un exemple de l'effet de pompe du Sahara se déroule durant le dernier maximum glaciaire, vers 21 000 ans AP. À ce moment, le désert du Sahara est plus étendu qu'il ne l'est actuellement, l'étendue des forêts tropicales est considérablement réduite car les basses températures affaiblissent l'activité des cellules de Hadley et donc les précipitations. Cette phase est associée à des taux élevés de poussières minérales soufflées par le vent, trouvées dans les carottes marines provenant du nord de l'Atlantique tropical.
Vers 14 600 ans AP, la quantité de poussière dans les échantillons correspondant aux phases Bölling et Alleröd décroît brutalement, ce qui indique des conditions nettement plus humides dans le Sahara, signe d'un événement de Dansgaard-Oeschger (un réchauffement soudain du climat, suivi d'un refroidissement plus lent). Ces conditions humides au Sahara et le climat de savane associé sont dus à une extension vers le nord de la zone de convergence intertropicale. Le climat connaît une courte sécheresse au Dryas récent.

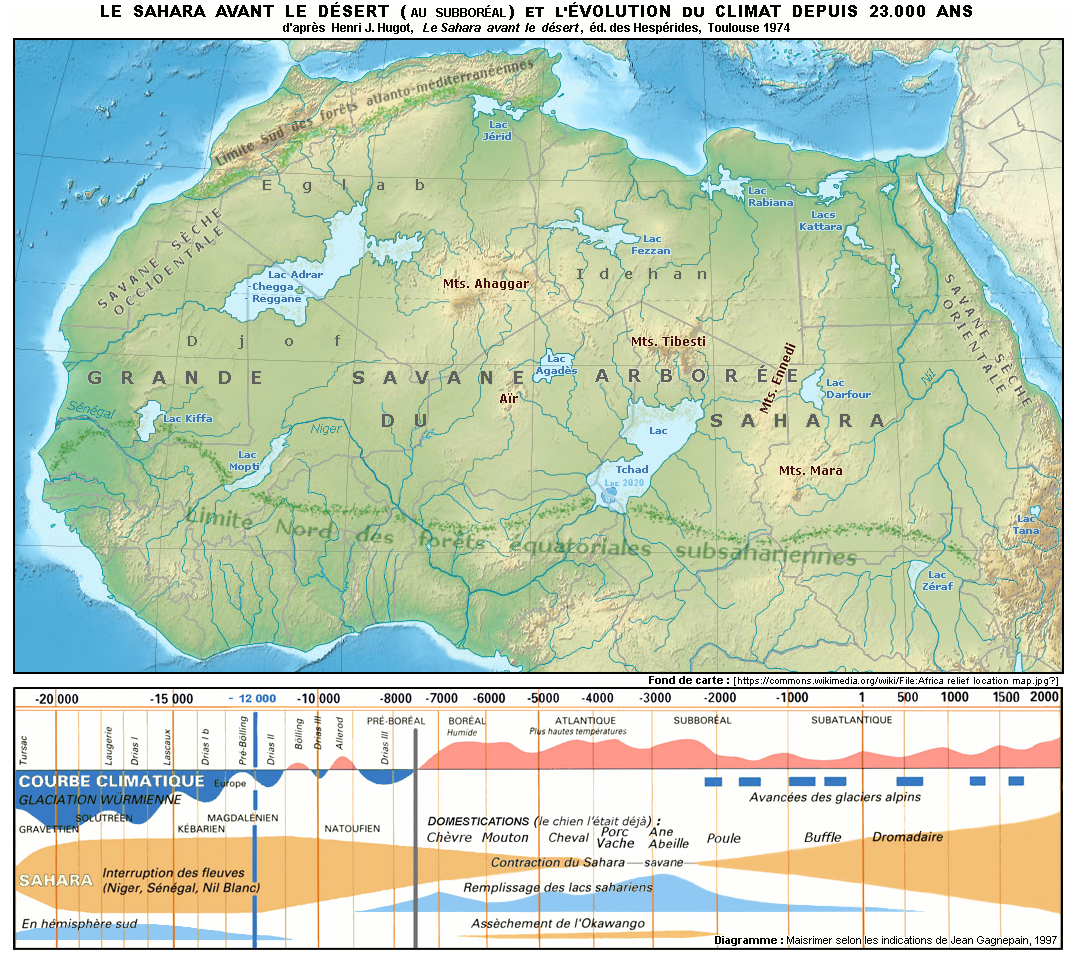
Le « Sahara vert » de l'optimum climatique de l'Holocène : la végétation était de type savane arborée et la faune, attestée par les restes fossiles et l'art rupestre, comprenait des autruches, des gazelles, des girafes, des rhinocéros, des éléphants, des hippopotames, des crocodiles…

## Holocène
Les conditions humides culminent lors de l'optimum climatique de l'Holocène, vers 6000 av. J.-C., lorsque les températures aux moyennes latitudes sont deux à trois degrés plus élevées que dans le passé récent. L'analyse des dépôts sédimentaires du delta du Nil montre que beaucoup de ces sédiments proviennent du Nil Bleu, impliquant probablement de fortes précipitations sur les plateaux éthiopiens à la suite de l'intensification de la circulation atmosphérique de type mousson dans les régions subtropicales, affectant l'Inde, l'Arabie et le Sahara,. Le lac Victoria ne devient que récemment la source du Nil Blanc, il est pratiquement à sec aux environs de 15 000 ans avant nos jours.
Un évènement de Heinrich (un refroidissement soudain suivi d'une lente remontée des températures), en lien avec le cycle de l'oscillation australe du courant El Niño, se manifeste par un déplacement vers le sud de la zone de convergence intertropicale. Le Sahara et l'Arabie s'assèchent rapidement et deviennent des déserts. En relation, le flux du Nil diminue nettement entre 2700 et 2100 av. J.-C..
La régression des écosystèmes est parfois aussi, au moins partiellement, attribuée à l'homme, entre 6000 et 2500 av. J.-C., par le surpâturage des prairies herbeuses.

## Migrations humaines
L'effet de pompe du Sahara aurait pu entraîner des vagues de migrations humaines vers l'Eurasie en provenance d'Afrique, : « Une autre diversité humaine, celle de la fin de la longue Préhistoire de l'Homme, se met en place au fil des changements climatiques, des migrations et des extinctions imposées à la fois par les rythmes et les effets plus intenses des glaciations. »
Il y a environ 55 000 ans, Homo sapiens opère sa dernière sortie d'Afrique, puis se répand sur toute la planète.
Durant l'Holocène, une chute ponctuelle et brutale des températures, l'événement climatique de 8200 BP, serait en rapport avec des migrations entre Proche-Orient et Afrique de locuteurs des langues afro-asiatiques.
Au Néolithique, l'événement climatique de 5900 BP, qui met fin à une période de Sahara vert, aurait entraîné un afflux de populations, qui fuient la désertification du Sahara, vers la vallée du Nil.
Les Libou et les Mâchaouach attaquent l'Égypte à la fin du Nouvel Empire égyptien, ce qui marque le début de « l'effondrement de l'âge du bronze », en lien avec une sécheresse prolongée, et les chariots apparaissent au Sahara.